# IC 879
IC 879 = IC 4222 ist eine Balken-Spiralgalaxie vom Hubble-Typ SBab im Sternbild Hydra südlich der Ekliptik. Sie ist schätzungsweise 101 Millionen Lichtjahre von der Milchstraße entfernt und hat einen Durchmesser von etwa 45.000 Lichtjahren. Gemeinsam mit neun weiteren Galaxien bildet sie die NGC 5061-Gruppe (LGG 341).

Im selben Himmelsareal befinden sich u. a. die Galaxien NGC 5051, NGC 5078, NGC 5101, IC 874.
Das Objekt wurde am 16. Februar 1888 vom US-amerikanischen Astronomen Frank Muller entdeckt.